# Vézelin-sur-Loire
Vézelin-sur-Loire – gmina we Francji, w regionie Owernia-Rodan-Alpy, w departamencie Loara. W 2013 roku liczba ludności wynosiła 790 mieszkańców. 
Gmina została utworzona 1 stycznia 2019 roku z połączenia trzech ówczesnych gmin: Amions, Dancé oraz Saint-Paul-de-Vézelin. Siedzibą gminy została miejscowość Saint-Paul-de-Vézelin. 